# Alexia Fürnkranz-Prskawetz
Alexia Fürnkranz-Prskawetz (* 26. November 1966 in Wien) ist eine österreichische Professorin für Mathematische Ökonomie an der Technischen Universität Wien.

## Leben
Alexia Fürnkranz-Prskawetz begann 1984 ihre akademische Ausbildung an der TU Wien mit einem Studium für Technische Mathematik und schloss es 1989 erfolgreich ab. Zusätzlich verbrachte sie 1990 und 1991 in Chicago und absolvierte einen Master in Ökonomie an der University of Chicago mittels eines Fulbright Stipendiums. Fürnkranz-Prskawetz promovierte 1992 an dem Institut für Wirtschaftsinformatik der TU Wien. Anschließend war sie bis 1998 an dem Institut für Demografie als Postdoktorand angestellt. Mit dem Max Kade Stipendium war Fürnkranz-Prskawetz 1997 und 1998 an dem Institut für Demografie der University of California in Berkeley tätig. Die Habilitation für die Bereiche Bevölkerungsökonomie und Angewandte Ökonometrie erhielt sie 1998. Von 1998 bis 2003 war sie Leiterin einer Arbeitsgruppe an dem Max-Planck-Institut für demografische Forschung in Rostock. Zwischen 2003 und 2015 war sie stellvertretende Direktorin und Leiterin der Arbeitsgruppe für Bevölkerungsökonomie an dem Institut für Demografie an der Österreichischen Akademie der Wissenschaften. Fürnkranz-Prskawetz übernahm von 2012 bis 2014 die Rolle der Leiterin des Institutes für Stochastik und Wirtschaftsmathematik an der TU Wien. Zwischen 2016 und 2018 war sie stellvertretende Leiterin an derselben Institution. 2015 und 2016 war sie Leiterin des Institutes für Wirtschaftsmathematik.
Derzeit hat Alexia Fürnkranz-Prskawetz noch einige Rollen inne: seit 2008 ist sie Professorin für Mathematische Ökonomie, seit dem Jahr 2011 leitet sie als Director of Research Training das Wittgenstein Centre for Demography and Global Human Capital und seit 2013 ist sie Wissenschaftliche Mitarbeiterin an dem International Institute for Applied Systems Analysis in Laxenburg.
Fürnkranz-Prskawetz ist verheiratet und hat ein Kind.

## Forschung
Ihr Forschungsschwerpunkt liegt in der Untersuchung der Wirkung demographischer Prozesse auf ökonomische Prozesse hinsichtlich der Veränderungen, die die Ökonomie unter Berücksichtigung der alternden Bevölkerung erfährt (Populationsdynamik). Weitere Fokuspunkte ihrer Forschungsarbeit sind:
- Dynamische Systeme in der Ökonomie
- Interaktion ökonomischer Prozesse zwischen der Mikro- und Makroebene

Im Folgenden ist eine Auswahl ihrer aktuellen und abgeschlossenen Forschungsprojekte angeführt:
- Households, consumption, and energy use: The role of demographic change in future U.S. greenhouse gas emissions (Environmental Protection Agency, USA)[4]
- Frontier issues in migration research (FWF)[1]
- Nonlinear Population Economics (FWF)[1]
- Economic impact of immigration in receiving countries (Österreichische Akademie der Wissenschaften)[1]

## Publikationen (Auswahl)
Fürnkranz-Prskawetz verfügt über mehr als 300 peer-reviewed Publikationen. Im November 2019 hatte sie einen h-Index von 44 und wurde 7758-mal zitiert (Google Scholar). Es folgt eine Auswahl ihrer meistzitierten Arbeiten:
- A brain gain with a brain drain. Economics letters 1997[5]
- Human capital depletion, human capital formation, and migration: a blessing or a “curse”? Economics Letters 1998[6]
- Fertility and women's employment reconsidered: A macro-level time-series analysis for developed countries, 1960–2000. Population studies 2004[7]
- Population aging and future carbon emissions in the United States. Energy economics 2008[8]

## Auszeichnungen & Ehrungen
- 2003: Gustav Figdor-Preis für Rechts-, Sozial- und Wirtschaftswissenschaften der Österreichischen Akademie der Wissenschaften
- 2007: Korrespondierendes Mitglied an der Österreichischen Akademie der Wissenschaften
- 2011: Volle Mitgliedschaft an der Österreichischen Akademie der Wissenschaften
- 2015: Mitglied der Leopoldina (Matrikel-Nr. 7668)[1]
- 2022: Mitglied der Academia Europaea[9]